# Trudeauismo

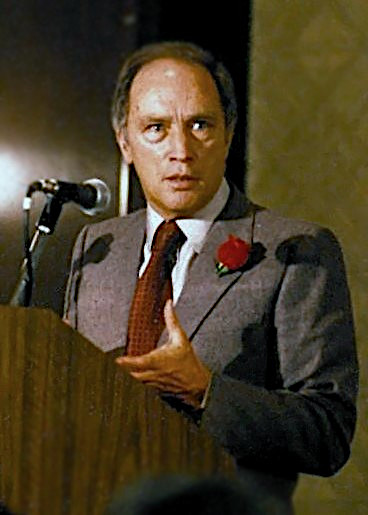
Pierre Trudeau fue primer ministro canadiense en dos periodos, de 1968 a 1979 y de 1980 a 1984.

El trudeauismo se refiere a la ideología política liberal asociada con el exlíder del Partido Liberal de Canadá y primer ministro, Pierre Elliott Trudeau. El trudeauismo implica políticas social liberales, nacionalistas económicas y nacionalistas canadienses. La justicia social es también un principio importante del trudeauismo, con la ideología que prevé una sociedad justa.
El trudeauismo aboga por la privación histórica de derechos de las minorías culturales y lingüísticas en Canadá, como los francófonos, y los defensores del bilingüismo y el multiculturalismo en el país, aunque se opone al estatus de sociedad distinta de Quebec como defienden algunos federalistas canadienses. Sin embargo, las políticas de Trudeau sobre los asuntos de las Primeras Naciones Originarias incluían el Libro Blanco de 1969 que abogaba de manera controvertida por el fin de la autonomía política y económica de las Primeras Naciones dentro de Canadá que se había concedido durante siglos. La iniciativa fracasó y luego fue eliminada de la agenda del gobierno de Trudeau.

## Contraste con el liberalismo de Laurier
El trudeauismo, en contraste con el liberalismo defendido por el primer ministro Wilfrid Laurier, pone mayor énfasis en la igualdad y la justicia social, mientras que el liberalismo de Laurier enfatizaba por el individualismo y el liberalismo clásico. El trudeauismo también involucra un gobierno federal más centralizado, lo que resulta en políticas como el Programa Nacional de Energía. Por otro lado, el liberalismo de Laurier implicaba una forma más descentralizada de federalismo.